# Borsuky (obwód chmielnicki)
Borsuky (ukr. Борсуки, pol. hist. Borsukowce) – wieś na Ukrainie, w obwodzie chmielnickim, w rejonie nowouszyckim.
Dwór wybudowany w XIX w. Zniszczony.